# Microplatyphora congolensis
Microplatyphora congolensis är en tvåvingeart som beskrevs av Schmitz 1915. Microplatyphora congolensis ingår i släktet Microplatyphora och familjen puckelflugor. Inga underarter finns listade i Catalogue of Life.